# 议会 (多米尼克)
多米尼克议会（英語：House of Assembly）是多米尼克的国家立法机关。议会实行一院制，由31名议员组成。當中21名由單議席選區產生；5名由總理提名、總統任命；4名由反對黨領袖提名、總統任命；再加上檢察總長組成。每届议会任期不長於5年。议会多数党（联盟）领袖即政府首脑（总理），政府部长均为内阁成员，由多数党（联盟）议员担任。
此外，国家元首（总统）由议长提名并由总理和议会反对党领袖共同同意后产生；最高司法机构与议会相互独立。